# یواس‌اس هلوتیا (اس‌پی-۳۰۹۶)
یواس‌اس هلوتیا (اس‌پی-۳۰۹۶) (به انگلیسی: USS Helvetia (SP-3096)) یک کشتی بود که طول آن ۱۵۷ فوت ۴ اینچ (۴۷٫۹۶ متر) بود. این کشتی در سال ۱۹۰۵ ساخته شد.